# 冠岳区

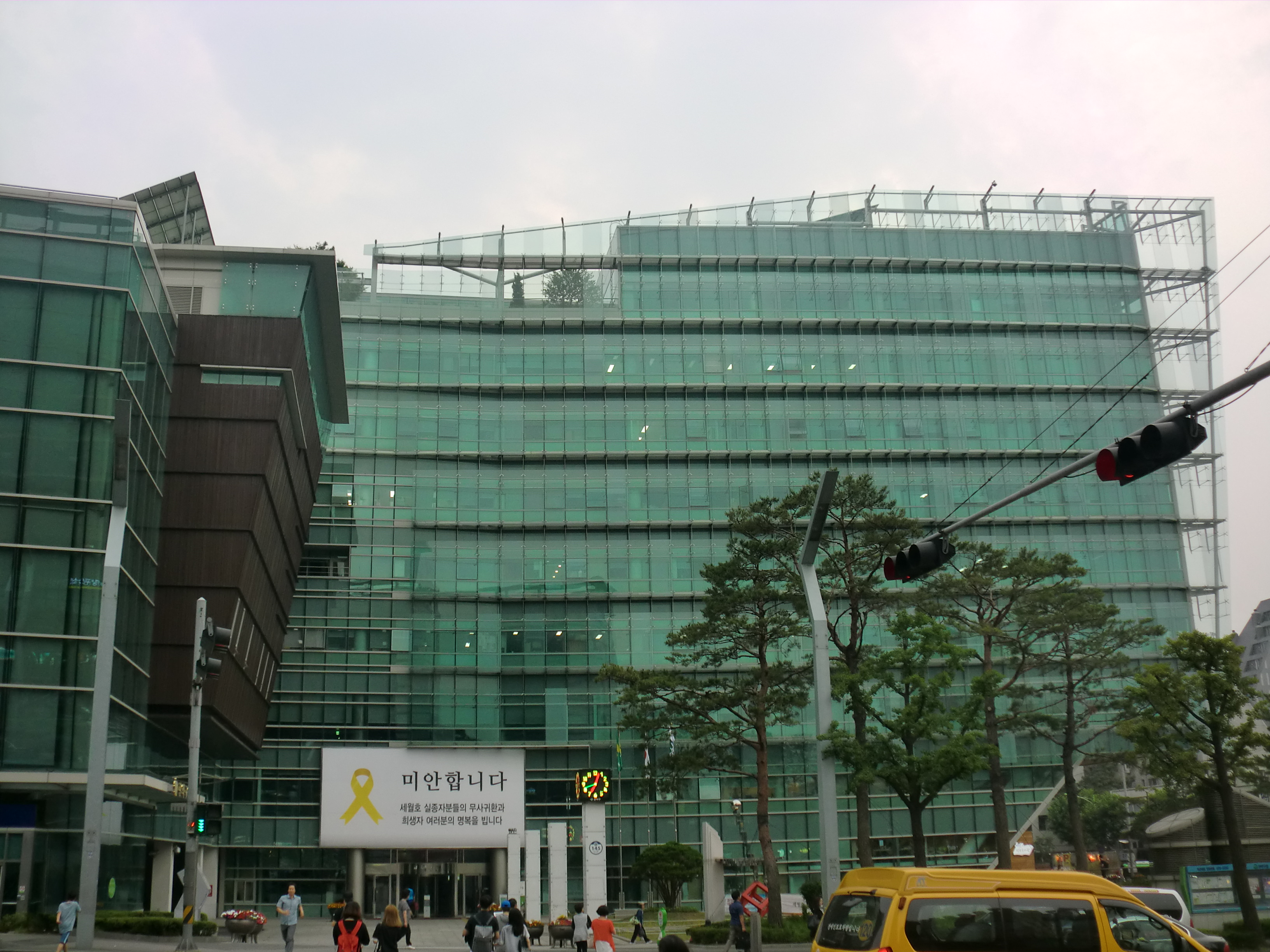
冠岳区庁

冠岳区（クァナクく）は、大韓民国ソウル特別市南部にある区。冠岳山の丘陵地帯にあるソウル郊外の住宅地。

## 歴史
- 1973年7月1日 永登浦区から鷺梁津洞、上道洞、上道1洞、奉天洞、本洞、黒石洞、銅雀洞、舎堂洞、大方洞、新大方洞、方背洞、新林洞を分割し、冠岳区が誕生した。
- 1980年4月1日
  - 鷺梁津洞、上道洞、上道1洞、本洞、黒石洞、大方洞、新大方洞および銅雀洞、舎堂洞の各一部を銅雀区へ分割。
  - 方背洞が江南区に編入。
- 1988年 九老区の一部新林11洞に編入。
- 2008年9月1日
  - 行政洞を27個から21個に統廃合し、行政洞の名称を変更。

## 地理
冠岳区はソウル市の南部に位置する。
- 山:冠岳山（クァナクサン） - 標高632m
- 河川:奉天川（ポンチョンチョン）、道林川（トリムチョン）

### 隣接自治体
- 東:瑞草区、果川市
- 西:九老区、衿川区
- 南:安養市
- 北:銅雀区、永登浦区

## 行政

### 行政区画

行政区域図

幾度かの行政区画の調整と洞の統廃合を経て、現在は21ヶ洞が設置されている。
| 行政洞                     | 法定洞 |
| -------------------------- | ------ |
| ポラメ洞（ポラメドン）     | 奉天洞 |
| 青林洞（チョンニムドン）   | 奉天洞 |
| 成賢洞（ソンヒョンドン）   | 奉天洞 |
| 幸運洞（ヘンウンドン）     | 奉天洞 |
| 落星垈洞（ナクソンデドン） | 奉天洞 |
| 青竜洞（チョンニョンドン） | 奉天洞 |
| 殷川洞（ウンチョンドン）   | 奉天洞 |
| 中央洞（チュンアンドン）   | 奉天洞 |
| 仁憲洞（イノンドン）       | 奉天洞 |
| 南峴洞（ナミョンドン）     | 南峴洞 |
| 書院洞（ソウォンドン）     | 新林洞 |
| 新源洞（シノンドン）       | 新林洞 |
| 西林洞（ソリムドン）       | 新林洞 |
| 新士洞（シンサドン）       | 新林洞 |
| 新林洞（シルリムドン）     | 新林洞 |
| 蘭香洞（ナニャンドン）     | 新林洞 |
| 棗園洞（チョウォンドン）   | 新林洞 |
| 大学洞（テハクトン）       | 新林洞 |
| 三聖洞（サムソンドン）     | 新林洞 |
| 美星洞（ミソンドン）       | 新林洞 |
| 蘭谷洞（ナンゴクトン）     | 新林洞 |

### 区長
区長は1995年より公選制となり、4年毎に選挙が行われる（継続在任期間は3期12年に制限）。現在の区長は柳鍾珌（ユ・ジョンピル。共に民主党、民選5-6期）。

### 議会
1991年4月に設置され、定数22名。中選挙区（8選挙区19名）と比例代表（3名）の並立制で4年毎に選挙が行われる。

### 行政組織
6つの部局の下に34の課が設置されている。
- 行政財政局
- 知識文化局
- 住民生活局
- 都市管理局
- 建設交通局
- 保健所

### 警察
- ソウル冠岳警察署（棗園洞を除く冠岳区を管轄）
- ソウル衿川警察署（棗園洞を管轄。警察署は冠岳区内にある）

ソウル冠岳警察署の下に地区隊と派出所、治安センターが23箇所に設置されている。

### 消防
消防署は1箇所、その下に119安全センター（出張所）が4箇所に設置されている。
- 冠岳消防署（관악소방서）

## 教育
学校は95箇所に設置されている（幼稚園37、初等学校22、中等学校16、高等学校16、大学校1、その他3）。

### 大学
- 国際神学大学院大学校
- ソウル大学校冠岳キャンパス

### 高等学校
- 光新高等学校
- 光新情報産業高等学校
- 亀岩高等学校
- 南崗高等学校
- 堂谷高等学校
- 美林女子高等学校
- 美林女子情報科学高等学校
- 三聖高等学校
- ソウル観光高等学校
- ソウル文英女子高等学校
- ソウル美術高等学校
- ソウル産業情報高等学校
- ソウル女子商業高等学校
- 成保高等学校
- 新林高等学校
- 永楽高等学校
- 永楽ユーヘルス高等学校
- 仁憲高等学校

### 中学校
冠岳区はソウル特別市銅雀冠岳教育支援庁の所属である。
- 冠岳中学校
- 光新中学校
- 亀岩中学校
- 蘭友中学校
- 南崗中学校
- 南ソウル中学校
- 堂谷中学校
- 美星中学校
- 奉林中学校
- 鳳源中学校
- 三星中学校
- ソウル文英女子中学校
- 成保中学校
- 新官中学校
- 新林中学校
- 仁憲中学校

### 初等学校
- ソウル冠岳初等学校
- ソウル亀岩初等学校
- ソウル蘭谷初等学校
- ソウル蘭友初等学校
- ソウル蘭香初等学校
- ソウル南部初等学校
- ソウル堂谷初等学校
- ソウル美星初等学校
- ソウル奉天初等学校
- ソウル奉峴初等学校
- ソウル舎堂初等学校
- ソウル三聖初等学校
- ソウル新林初等学校
- ソウル新奉初等学校
- ソウル新聖初等学校
- ソウル信友初等学校
- ソウル院堂初等学校
- ソウル元新初等学校
- ソウル殷川初等学校
- ソウル仁憲初等学校
- ソウル棗園初等学校
- ソウル青竜初等学校

## 交通

### 鉄道
- 韓国鉄道公社
  - 果川線

南泰嶺駅※
- ソウル交通公社
  - 2号線

舎堂駅※ - 落星垈駅 - ソウル大入口駅 - 奉天駅 - 新林駅 - 新大方駅※
  - 4号線

舎堂駅※ - 南泰嶺駅※
- ※ 舎堂駅・新大方駅の登記上の所在地は銅雀区であるが、冠岳区との境界にある。
- ※ 南泰嶺駅の登記上の所在地は瑞草区であるが、駅構内の一部は冠岳区にある。
- 南ソウル軽電鉄
  - ソウル軽電鉄新林線

堂谷駅 - 新林駅 - 書院駅 - ソウル大ベンチャータウン駅 - 冠岳山駅

### 道路
- 大路級
  - 果川大路（クァチョンデロ）
  - 始興大路（シフンデロ）
- 路級
  - 殷川路（ウンチョンノ）
  - 冠岳路（クァナンノ）
  - 冠川路（クァンチョンノ）
  - 新源路（シノンノ）
  - 新林路（シルリムノ）
  - 新士路（シンサロ）
  - スッコゲ路（スッコゲロ）
  - ソルバッ路（ソルバンノ）
  - 成賢路（ソンヒョンノ）
  - 棗園中央路（チョウォンジュンアンノ）
  - 棗園路（チョウォンノ）
  - 落星垈路（ナクソンデロ）
  - 蘭谷路（ナンゴンノ）
  - 南部循環路（ナンブスナンノ）
  - 虎岩路（ホアムノ）
  - ポラメ路（ポラメロ）
  - 奉天路（ポンチョンノ）
  - 文星路（ムンソンノ）
  - 譲寧路（ヤンニョンノ）
- 街級
  - 仁憲街（イノンキル）
  - 元新街（ウォンシンキル）
  - 亀岩街（クアムキル）
  - 光新街（クァンシンキル）
  - 国会団地街（クケダンジッキル）
  - 信友街（シヌッキル）
  - 新林洞街（シルリムドンキル）
  - 僧房街（スンバンキル）
  - 書院街（ソウォンキル）
  - ソダム街（ソダムキル）
  - 西林街（ソリムキル）
  - 聖林街（ソンニムキル）
  - 堂谷街（タンゴッキル）
  - チャムスッ街（チャムスッキル）
  - 将軍峰街（チャングンボンキル）
  - チャンボッ街（チャンボッキル）
  - 中央街（チュンアンキル）
  - 青林街（チョンニムキル）
  - 青竜街（チョンニョンキル）
  - 青竜中央街（チョンニョンジュンアンキル）
  - 大学街（テハッキル）
  - 泰興街（テフンキル）
  - 東馬街（トンマッキル）
  - 落星垈駅街（ナクソンデヨッキル）
  - 蘭香街（ナニャンキル）
  - 蘭友街（ナヌッキル）
  - 南峴街（ナミョンキル）
  - パムコル街（パムコルキル）
  - ハンソル街（ハンソルキル）
  - 防川街（パンチョンキル）
  - 幸運街（ヘンウンキル）
  - 福隠街（ポグンキル）
  - 法院団地街（ポボンダンジッキル）
  - 美星街（ミソンキル）
  - 薬水庵街（ヤクスアムキル）
  - 陽山街（ヤンサンキル）
  - 陽地街（ヤンジッキル）
  - 竜潭街（ヨンダムキル）

## 姉妹都市
- 高敞郡 (全羅北道) （1996年6月7日）
- 康津郡 (全羅南道) （2004年4月8日）
- 咸平郡 (全羅南道) （2011年5月2日）
- 平昌郡 (江原特別自治道) （2004年6月29日）
- 楊口郡 (江原特別自治道) （2008年11月20日）
- 公州市 (忠清南道) （2005年4月13日）
- 舒川郡 (忠清南道) （2008年7月22日）
- 槐山郡 (忠清北道) （2007年1月19日）
- 星州郡 (慶尚北道) （2005年11月23日）
- 姜邯賛艦 (大韓民国海軍) (2008年2月26日)

- キングストン（イギリスロンドン市）（2006年11月14日）
- 大興区（中華人民共和国北京市） （1995年3月22日）
- 延吉市（中華人民共和国吉林省） （2011年8月28日 友好協力日：1997年3月29日）
- 鉄西区（中華人民共和国遼寧省瀋陽市） （1998年2月9日）
- フフホト市（中華人民共和国内モンゴル自治区） （2012年8月30日 友好協力日:2000年6月26日 ）
- 駐英韓国人会 (2006年11月15日)

日付は姉妹都市締結日